# Ladenbergia brenesii
Ladenbergia brenesii är en måreväxtart som beskrevs av Paul Carpenter Standley. Ladenbergia brenesii ingår i släktet Ladenbergia och familjen måreväxter. Inga underarter finns listade i Catalogue of Life.